# Южный микрорайон (Хабаровск)
Южный — микрорайон в Индустриальном районе Хабаровска. Расположен в южной части города, как ясно из названия. Строился, как соцгородок для работников близлежащих заводов.
Границы расположены в районе улиц Союзной, Войсковой, Сурикова и Черняховского.

## История
"Предшественником" Южного микрорайона был Индустриальный посёлок, который занимал тогда огромную территорию - от улицы Нагорной до нынешней улицы Черняховского, вдоль улицы Суворова до бывшего Второго кольца. В 1952 - 1957 гг. квартал улиц Прогрессивной - Кутузова - Герцена был застроен 3-этажными "домами-сталинками" (это был, так называемый посёлок судостроителей, строившийся для работников Хабаровского судостроительного завода).
В 1962 - 1965 гг. участок Краснореченского шоссе в районе нынешней остановки "Заводская" был застроен 5-этажными панельными жилыми домами серии 1605. Эти дома стали первыми в Хабаровске панельными зданиями (эти дома также строились преимущественно для судостроителей).
В 1970-х годах Южный микрорайон перестал быть "рабочим районом", а стал обычным спальным районом - в него начали переезжать и обычные люди из центра города или сёл. В то же время в Южном началось ускоренное домостроение многоэтажного жилья, для приезжих. С 1970 по 1973 гг. пятиэтажками застраивались улицы Панфиловцев и Рокоссовского. Основными возводимыми домами являлись дома серии 111-121 и 1-464. С 1975 по 1985 гг. включительно девятиэтажными домами был застроен квартал улиц Панфиловцев, Малиновского и Ворошилова
В 1990-х в микрорайоне начался отток населения, из-за излишнего криминализма. Вообще, Южный микрорайон считался одним из самых опасных мест для проживания в Хабаровске, однако в конце 2000-х ситуация стала нормализовыватся, хотя он до сих пор остаётся одним из самых неспокойных уголков города. Сейчас Южный - это относительно современный и развитый микрорайон с развитой торговлей и относительно неплохим уровнем жизни.

## Торговля
В микрорайоне работают супермаркеты хабаровской сети "Задарма", минимаркет хабаровской сети "Раз-Два" и гипермаркеты дальневосточных сетей "Самбери" и "Близкий".
В микрорайоне работают следующие торговые и торгово-развлекательные центры:
- Торговый центр "Эвр" (ул. Суворова, 51).
- Торговый центр "Универсам" (ул. Краснореченская, 44).
- Торгово-развлекательный центр "Южный Парк" (ул. Суворова, 25).

## Досуг и отдых
В Южном микрорайоне работает кинотеатр "Атмосфера", открытый в 2012 году. Ранее работал кинотеатр "Восход" (1968 - 2012), переделанный под ресторан в самом конце 2012 года. Снесён 31.10.2023.
Что касается зеленых зон (парков, скверов): 2 небольших сквера находятся на улице Ворошилова и Рокоссовского, а также в начале мая 2020 года был реконструирован достаточно крупный парк, находившийся в разрухе около 25 лет.

## Культура
На площади 60-летия Октября находится краевой дворец культуры и спорта "Русь", открытый в мае 2008 года, на месте реконструированного дома культуры "Судостроитель" (1964 - 2007).
Также, с 1993 года на улице Ворошилова работает Хабаровский центр развития театрального искусства "Бенефис".

## Образование
Техникумы / колледжи:
- Хабаровский колледж отраслевых технологий и сферы обслуживания (ул. Краснореченская, 58)
- Хабаровский техникум городской инфраструктуры и промышленности (ул. Краснореченская, 45)

Общеобразовательные школы / лицей:
- Средняя общеобразовательная школа № 49 (ул. Рокоссовского, 32)
- Средняя общеобразовательная школа № 56 (ул. Герцена, 12)
- Средняя общеобразовательная школа № 52 (ул. Ворошилова, 36)
- Средняя общеобразовательная школа № 85 (ул. Малиновского, 19)
- Средняя общеобразовательная школа № 29 (ул. Союзная, 1)
- Средняя общеобразовательная школа № 70 (ул. Ворошилова, 55)
- Лицей "Ритм" (до 2002 г. - Хабаровский лицей искусств) (ул. Фурманова, 1)

Школы-интернаты и детские дома:
- Детский дом № 5 (ул. Суворова, 55)
- Школа-интернат № 1 для глухих детей (ул. Суворова, 40)
- Хабаровский специализированный дом ребёнка (ул. Рокоссовского, 21)

## Улицы (основные)
- Суворова
- Ворошилова
- Панфиловцев
- Малиновского
- Черняховского
- Кутузова
- Рокоссовского
- Прогрессивная
- Герцена
- Краснореченская